# Folke Rogard
Brol Axel Folke Per Rogard (Stoccolma, 6 luglio 1899 – Stoccolma, 11 giugno 1973) è stato uno scacchista e avvocato svedese.

## Biografia
Dal 1947 al 1964 fu presidente della Federazione Scacchistica Svedese (Sveriges Schackförbund).
Nel 1949 succedette ad Alexander Rueb nella presidenza della FIDE, mantenendo tale carica fino al 1970, quando fu succeduto da Max Euwe.
Nel 1951 ottenne il titolo di Arbitro Internazionale. 
Fu sposato con l'attrice svedese Viveca Lindfors.